# Góry Monadhliath
Góry Monadhliath – pasmo w Grampianach Centralnych, w Szkocji. Pasmo to graniczy z Wzgórzami Loch Laggan i Wzgórzami Ben Alder na południu oraz z pasmem Cairngorm na wschodzie. Najwyższym szczytem jest Càrn Dearg, który osiąga wysokość 945 m.
Najważniejsze szczyty:
- Càrn Dearg (945 m),
- A'Chailleach (930 m),
- Geal Charn (926 m),
- Carn Sgulain (920 m).